# Selección de fútbol sala de Alemania
La Selección de fútbol sala de Alemania es el equipo que representa al país en la Copa Mundial de fútbol sala de la FIFA y en la Eurocopa de Fútbol Sala; y es controlado por la Federación Alemana de Fútbol.

## Estadísticas

### Copa Mundial de Futsal FIFA
| Copa Mundial de fútbol sala de la FIFA | Copa Mundial de fútbol sala de la FIFA | Copa Mundial de fútbol sala de la FIFA | Copa Mundial de fútbol sala de la FIFA | Copa Mundial de fútbol sala de la FIFA | Copa Mundial de fútbol sala de la FIFA | Copa Mundial de fútbol sala de la FIFA | Copa Mundial de fútbol sala de la FIFA |
| Año                                    | Ronda                                  | J                                      | G                                      | E                                      | P                                      | GF                                     | GC                                     |
| -------------------------------------- | -------------------------------------- | -------------------------------------- | -------------------------------------- | -------------------------------------- | -------------------------------------- | -------------------------------------- | -------------------------------------- |
| 1989 - 2016                            | No participó                           | No participó                           | No participó                           | No participó                           | No participó                           | No participó                           | No participó                           |
| 2021                                   | No clasificó                           | No clasificó                           | No clasificó                           | No clasificó                           | No clasificó                           | No clasificó                           | No clasificó                           |
| Total                                  | 0/9                                    | -                                      | -                                      | -                                      | -                                      | -                                      | -                                      |

| Copa Mundial de fútbol sala de la FIFA | Copa Mundial de fútbol sala de la FIFA | Copa Mundial de fútbol sala de la FIFA | Copa Mundial de fútbol sala de la FIFA | Copa Mundial de fútbol sala de la FIFA | Copa Mundial de fútbol sala de la FIFA | Copa Mundial de fútbol sala de la FIFA | Copa Mundial de fútbol sala de la FIFA |
| Año                                    | Ronda                                  | J                                      | G                                      | E                                      | P                                      | GF                                     | GC                                     |
| -------------------------------------- | -------------------------------------- | -------------------------------------- | -------------------------------------- | -------------------------------------- | -------------------------------------- | -------------------------------------- | -------------------------------------- |
| 1996 - 2016                            | No participó                           | No participó                           | No participó                           | No participó                           | No participó                           | No participó                           | No participó                           |
| 2018                                   | No clasificó                           | No clasificó                           | No clasificó                           | No clasificó                           | No clasificó                           | No clasificó                           | No clasificó                           |
| 2022                                   | No clasificó                           | No clasificó                           | No clasificó                           | No clasificó                           | No clasificó                           | No clasificó                           | No clasificó                           |
| Total                                  | 0/12                                   | -                                      | -                                      | -                                      | -                                      | -                                      | -                                      |

## Resultados
- 1 de enero de 2020[cita requerida]

| Year  | Pld | G | E | P  | GF | GC  | Dif  | Pts |
| ----- | --- | - | - | -- | -- | --- | ---- | --- |
| 2016  | 4   | 0 | 0 | 0  | 0  | 0   | 0    | 0   |
| 2017  | 9   | 0 | 0 | 0  | 0  | 0   | 0    | 0   |
| 2018  | 8   | 0 | 0 | 0  | 0  | 0   | 0    | 0   |
| 2019  | 9   | 0 | 0 | 0  | 0  | 0   | 0    | 0   |
| Total | 30  | 7 | 8 | 15 | 68 | 112 | - 44 | 29  |